# يي فاي
يي فاي (بالصينية: 叶飞) هو عسكري صيني، ولد في 7 مايو 1914 في Tiaong ‏ في الفلبين، وتوفي في 18 أبريل 1999 في بكين في الصين.